# Corinne Cole
Corinne Cole (nacida Corinne Elaine Kegley; 13 de abril de 1937) es una playmate retirada y actriz estadounidense. Al principio de su carrera fue brevemente conocida como Lari Laine.

## Biografía

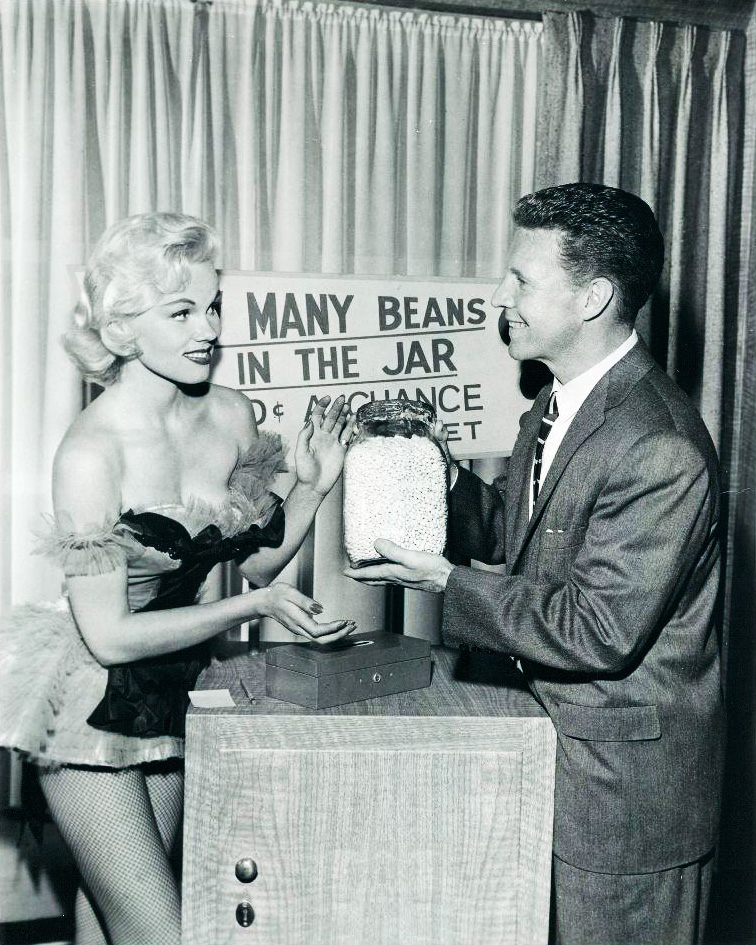
Cole (como Lari Laine) con Ozzie Nelson como estrella invitada en The Adventures of Ozzie and Harriet, 1958.

Cole nació y creció en Brentwood, California, hija de Alice Polk Kegley, una antigua Ziegfeld Girl, y Carl S. Kegley, un abogado criminalista. Estudió periodismo en la Universidad de California en Berkeley. Fue la Playmate del mes de la revista Playboy en el número de mayo de 1958, con una página central fotografiada por Ron Vogel. Según The Playmate Book, Corinne Cole utilizó un seudónimo para su aparición en Playboy porque su padre estaba pensando en presentarse como candidato al Congreso y ella no quería interrumpir sus planes.
En 1968, Cole se casó con el jefe del Sands Hotel, Jack Entratter; se divorciaron unos años más tarde. En 1972 se casó con Roger Heffron; tuvieron un hijo y se divorciaron en 1980. En 1990 se casó con el director George Sidney, con quien trabajó en la película de 1966 The Swinger. Sidney murió en 2002 tras 12 años de matrimonio con Cole.

## Filmografía

### Películas
- The Lucifer Complex (1978)
- The Limit (1972) .... Judy
- The Party (1968) .... Janice Kane
- Who's Minding the Mint? (1967) .... Doris Miller
- Murderers' Row (1966) .... Miss January
- The Swinger (1966) .... secretaria del Sir Hubert
- The Murder Men (1961) (como Lari Laine)
- Arson for Hire (1959) (como Lari Laine) .... Cindy, la secretaria

### Televisión
- Cannon - "Memo from a Dead Man" (1973) .... Sigurd
- Ironside - "Side Pocket" (1968) .... Judy
- The F.B.I. - "Region of Peril" (1968) .... Linda Soames
- The Monkees - "Wild Monkees" (1967) .... Queenie
- The Adventures of Ozzie & Harriet - "A Wife in the Office" (1964) .... Miss Logan
- Hazel - "Barney Hatfield, Where Are You?" (1962) … Boo-Boo Bedoux
- Bachelor Father -  "Bentley and the Beauty Contest" (1959) … Miss Saskatchewan
- Peter Gunn - "The Ugly Frame" (1959) ... sin acreditar
- You Bet Your Life -  #58-08, 13 de noviembre de 1958  ....  Lari Lane